# 杉野真実
杉野 真実（すぎの まみ、1990年1月20日 - ）は、日本テレビアナウンサー。

## 来歴
東京都世田谷区出身。身長155 cm。小林聖心女子学院高等学校、聖心女子大学文学部歴史社会学科国際交流専攻卒業。学生時代はアルバイト経験がなく、模擬国連活動やエコ推進活動、難民支援に携わっていた。
2012年（平成24年）4月に日本テレビ入社。同期入社は安藤翔、安村直樹、久野静香（2022年6月30日退社後、フリー転身）。同年5月21日、アナウンス部に正式配属される前に『世界まる見え!テレビ特捜部』にMC見習いとして出演し、テレビデビューを果たした。同番組には6月4日からは正式なMCとして2018年9月10日放送までレギュラー出演した。
2012年（平成24年）12月3日から2015年（平成27年）3月27日まで、『スッキリ!!』のサブ司会を務めた。 卒業以降は、『news every.サタデー』などの報道番組を中心に出演する。
2016年4月16日未明に発生した熊本地震（本震）直後、報道特別番組のキャスターとして日本テレビ報道フロアから警戒を呼びかけた。それがきっかけで、地震などの災害に対してどのように伝えるべきか悩み、防災士の資格を取得した。
2023年3月3日、2歳年下の会社員男性と結婚したことを報告をした。
2025年1月に放送された『新春スポーツスペシャル箱根駅伝』では平塚中継所の実況を担当した。女性アナウンサーによる箱根駅伝中継地点での実況は杉野が初めてとなった。

## 人物
趣味は海外旅行。
信条は「心を広く、素直に真っすぐ。」。
祖母が書道家だったこともあり、4歳の時から書道を始め、師範級の腕前。他にはドラム演奏も得意。資格は漢字検定2級、フランス語検定準2級、エコ検定を所持している。

## 出演番組
太字は、現在出演中
- スポーツ中継
  - 全日本女子大学駅伝・箱根駅伝中継所実況
  - 女子野球実況[13]
- 世界まる見え!テレビ特捜部（2012年6月4日 - 2018年9月10日） - 進行
- イブニングプレス donna（2012年7月3日 - 11月27日） - 火曜担当
- スッキリ!!→スッキリ
  - 石田エレーヌの代理MC（2012年7月9日 - 11日）
  - 火曜日「スッキリエンタメ略してスッタメ」担当（2012年10月2日 - 11月27日）
  - サブ司会[14]（2012年12月3日 - 2015年3月27日）
  - ニュースコーナー代理（2020年7月13日・8月3日・4日）[15]
  - 金曜ニュースコーナー担当（2021年6月4日 - 2023年3月31日）
- 真相報道 バンキシャ!（2012年9月2日） - 鈴江奈々の代理[16]
- シューイチ[17]
  - 片瀬那奈の代理MC（2012年9月23日）
  - ニュースキャスター（2015年4月5日 - 2016年9月25日）[18]
- アナウンサーの日進月歩（2012年10月7日 - 2013年9月30日）
- アイドルの穴2013～日テレジェニックを探せ!～（アシスタント、2013年7月 - 9月）
- ビックリしちゃった新記録（2013年7月10日 - 8月28日）
- 深層NEWS（BS日テレ）
  - 「きょうのニュース」・「Weather〈お天気コーナー〉」担当、木曜日（2015年4月2日 - 2016年12月23日）
  - 金曜担当サブキャスター（2021年4月2日 - 5月28日）
  - 火曜担当サブキャスター（2021年6月1日 - 9月28日）
  - 月曜担当サブキャスター（2021年10月4日 - 2023年3月27日）
- NEWS ZERO - ニュースキャスター
  - 金曜担当（2015年10月9日 - 2018年9月29日[19][20]）
  - 岩本乃蒼の代理（2018年3月27日・5月10日）
- Going!Sports&News - ニュースコーナー担当
  - 土・日曜担当（2016年6月4日 - 2021年3月28日）[21]
  - 日曜担当（2021年4月4日 - 2023年3月26日）
  - 杉原凜の代理（2023年11月11日）
- ZIP!（2017年7月19日・20日、2018年8月9日、2019年3月18日・19日） - 徳島えりかの代理
- NNNストレイトニュース[22]
  - 豊田順子の代理（2018年9月29日・30日）
  - 杉上佐智枝の代理（2020年7月13日・8月3日・4日）
  - 土曜担当（2021年4月3日 - 5月29日）
  - 金・土曜担当（2021年6月4日 - 2023年3月31日）
  - 金曜担当（2023年4月7日 - 6月2日）
  - 月曜担当（2023年6月5日 - 2024年3月25日）
  - 後呂有紗の代理（2023年7月12日）
  - 森富美の代理（2023年8月18日）
  - 月・火・木・金曜担当（2024年4月1日 - 2025年3月28日）
  - 中島芽生の代理（2024年7月24日）
  - 月 - 水曜担当（2025年3月31日[予定] - ）
- バゲット
  - 隔週火曜レギュラー（2018年10月1日 - 2021年3月23日）
  - 火曜日・「1000年スイーツ遺産」コーナー（VTR）出演（2021年3月30日 - 9月28日）
  - 火曜日・「TOKYOニッポンぐるめぐり」コーナー（VTR）出演（2022年4月5日 - 9月27日）
- the SOCIAL（2018年10月5日 - 2019年9月27日） - 金曜キャスター
- news every.サタデー
  - メインキャスター[23]（2018年10月6日 - 2023年3月25日）
  - 杉原凜の代理（2023年11月11日）
- ヒルナンデス! - ニュースコーナー担当[24]
  - 金曜担当（2019年10月4日 - 2020年4月3日、2020年6月19日 - 9月25日）
  - 郡司恭子の代理（2019年11月25日、2020年3月23日・30日・8月10日・31日）
  - 笹崎里菜の代理（2020年2月4日・5日・3月3日）
  - 月・火・金曜担当（2020年4月6日・7日・10日）
  - ニュースコーナー代理（2022年5月6日）
  - 杉上佐智枝の代理（2023年1月13日・3月10日）
  - 林田美学の代理（2023年8月1日）
  - 市來玲奈の代理（2024年7月22日）
- 情報ライブ ミヤネ屋（読売テレビ制作）- ニュースコーナー担当
  - 金曜担当[25]（2019年10月4日 - 2020年4月3日、2020年6月19日 - 2021年3月26日、2021年6月4日 - 2023年6月2日、2024年4月5日 - ）
  - 郡司恭子の代理（2019年11月25日、2020年3月23日・30日・8月10日・31日・12月7日）
  - 笹崎里菜の代理（2020年2月4日・5日・3月3日）
  - 月・火・金曜担当（2020年4月6日・7日・10日）
  - 月曜担当（2023年6月5日 - 2024年3月25日）
  - 森富美の代理（2023年8月18日）
  - 中島芽生の代理（2024年7月24日）
- DayDay.
  - 水・木曜「ネットで見られたニュースは?」「今しゃべりたくなるニュース」担当（2023年4月5日 - 2024年3月28日）
  - 黒田みゆの代理（2023年8月16日・17日、2024年2月9日）
- 小鳩の愛 〜eye〜（ラジオ日本） - パーソナリティー（2023年8月5日 - ）
- キユーピー3分クッキング（2023年8月10日 - ） - アシスタント
- Oha!4 NEWS LIVE
  - 石川みなみの代理（2024年2月8日）
  - 林田美学の代理（2024年5月28日）
- 日テレNEWS24（平日昼枠・不定期） - キャスター
- 大悟の芸人領収書（2023年4月1日） - ナレーション

## 脚註
1. 1 2 3 4 5 6 7 8 9 10 11  “アナウンサープロフィール”. 2021年9月16日閲覧。
2. 1 2  @sugino_mami (20 January 2020). “本日、30歳になりました！”. Instagramより2021年9月16日閲覧.{{cite web2}}:  CS1メンテナンス: 先頭の0を省略したymd形式の日付 (カテゴリ)
3. ↑  “組織図”. 日本テレビ. (2022年6月1日) 2022年6月4日閲覧。
4. ↑  給料を使わない生粋のお嬢様アナ livedoor芸能ニュース2013年8月21日付。
5. ↑  “日テレ杉野真実アナ 6年間MC「世界まる見え!テレビ特捜部」涙の卒業「本当に楽しい仕事でした」”. Sponichi ANNEX. スポーツニッポン新聞社. (2018年9月10日) 2018年9月10日閲覧。
6. 1 2  “命を守るアナウンサーに 防災士として｜杉野真実 日本テレビアナウンサー②”. くらし×防災メディア「防災ニッポン」読売新聞.   読売新聞社 (2022年2月8日). 2022年8月9日時点のオリジナルよりアーカイブ。2024年8月11日閲覧。
7. ↑  “日テレ杉野真実アナ 2歳年下の会社員と“ネットフリックス婚”達筆な直筆文章で報告 - スポニチ Sponichi Annex 芸能”. スポニチ Sponichi Annex. 2024年1月15日閲覧。
8. ↑  “杉野真実/日本テレビアナウンサー Instagram 2023年3月3日”. www.instagram.com. 2024年1月15日閲覧。
9. ↑  “日テレ・杉野真実アナが箱根駅伝史上初女性アナによる中継所実況「最初に姿をみせたのは伝統の真紅のタスキ」歴史的実況に反響「素晴らしい」「いい声」”. デイリースポーツ (2025年1月2日). 2025年1月3日閲覧。
10. ↑  “【箱根駅伝】日テレ杉野真実アナ、女性初の中継所実況「伝統の深紅のタスキ」「今トップで平塚」”. 日刊スポーツ (2025年1月2日). 2025年1月3日閲覧。
11. ↑  “日本テレビ アナウンスルーム Relay Essey 2017年2月3日 杉野 真実”. 日本テレビ アナウンスルーム. 2024年1月15日閲覧。
12. ↑  “日テレ・杉野真実アナ、結婚報告「笑顔あふれる温かい家庭を」”. ORICON NEWS (2023年3月3日). 2024年1月15日閲覧。
13. ↑  “7月20日(日)女子野球⚾️交流戦”. www.instagram.com (2025年6月29日). 2025年7月25日閲覧。
14. ↑  石田の産休に伴う後任として。
15. ↑  杉上佐智枝の代理。
16. ↑  久野静香と共に担当。
17. ↑  2016年10月以降はロケVTRに不定期で出演。
18. ↑  2016年6月4日 - 9月25日まで『Going!Sports&News』のニュースキャスターを兼務していた。
19. ↑  同日は前夜の『金曜ロードSHOW!』枠拡大の影響で土曜になってからの放送となった。
20. ↑  “日テレ『NEWS ZERO』に杉野真実アナが新加入 10月新体制を発表”.   ORICON STYLE (2015年8月27日). 2015年8月27日閲覧。
21. ↑  土曜担当時は『news every.サタデー』のメインキャスター、日曜担当時は『シューイチ』のニュースキャスターを兼務していた。
22. ↑  土曜は、EPG上では日本テレビのみ『ゼロイチ』に内包。
23. ↑  2021年3月27日までは、同日の『Going!Sports&News』のニュースキャスターを兼務していた（日曜も担当）。
24. ↑  『情報ライブ ミヤネ屋』と兼務。
25. ↑  2020年9月25日まで『ヒルナンデス!』と兼務。